# Лозбинёв, Константин Владимирович
Константин Владимирович Лозбинёв (18 декабря 1987) — российский футболист, защитник.

## Карьера
Начал заниматься футболом в СДЮШОР «Динамо» и «Спартака», из последней перебрался в ДЮСШ «Торпедо ФШМ». Профессиональную карьеру начал в «Химках». За главную команду дебютировал в 2007 году, когда вышел на замену на 64-й минуте вместо Александра Евстафьева в игре против «Луча-Энергии» во Владивостоке. Этот матч так и остался единственным в Премьер-Лиге для Лозбинёва.
В 2008 году защитник выступал в Первом дивизионе в ульяновской «Волге». После вылета команды из подэлитного первенства остался в ней. В дальнейшем Лозбинёв играл за вологодское «Динамо», «Черноморец», «Коломну». Последним профессиональным клубом в его карьере был нижнекамский «Нефтехимик». Позже стал тренировать детей, параллельно играя на любительском уровне.
С апреля по июль 2016 года на сайте газеты «Спорт-Экспресс» выходили аналитические материалы Лозбинёва, первый из них, 22 апреля, назывался «Станет ли Луценко новым Дзюбой?».